# Moda na década de 1850
A moda dos anos 1850 na Cultura ocidental e influenciada pelo ocidente, as roupas são caracterizadas por um aumento na largura das saias femininas apoiadas por crinolinas ou aros, juntamente a produção em massa de máquinas de costura, e o início da reforma do vestido. Os estilos masculinos começaram a se originar mais em Londres, enquanto a moda feminina se originou quase exclusivamente em Paris.
A moda nesta era de 1850 tanto para homens quanto para mulheres era colorida e exuberante, com tecidos luxuosos e cortes descontraídos e folgados. A inovação tecnológica teve um grande impacto no vestuário neste período, desde a invenção da crinolina de gaiola até o aumento da disponibilidade da máquina de costura, seguindo o auge da Revolução Industrial na Europa.

## Moda feminina

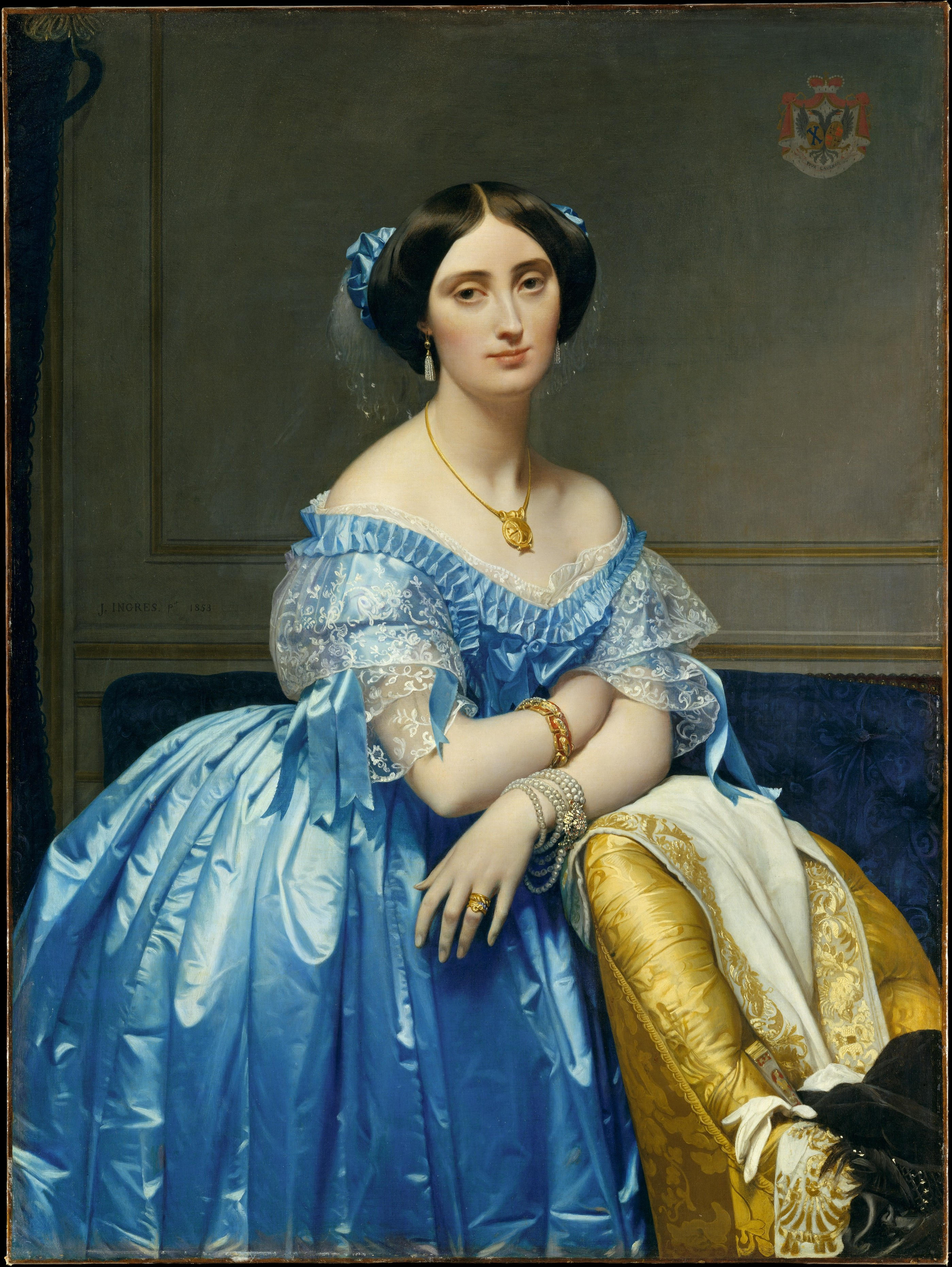
A princesa de Broglie usa um vestido de baile azul a blue com delicados laços e fitas de adorno. Seu cabelo está coberto com um babado transparente enfeitado com nós de fita azul combinando. Ela usa um colar, brincos com borlas e pulseiras em cada pulso.

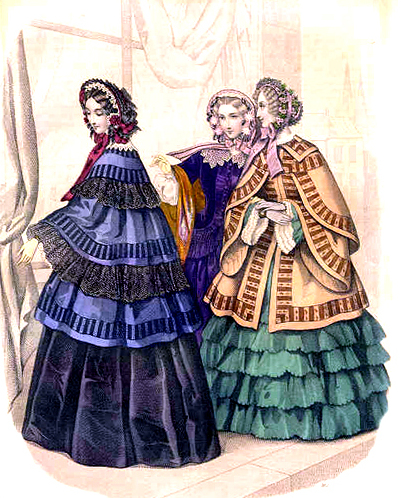
Tendências de 1853: Saias com babados, jaquetas e capas, e gorros (bonnets) ricamente decorados.

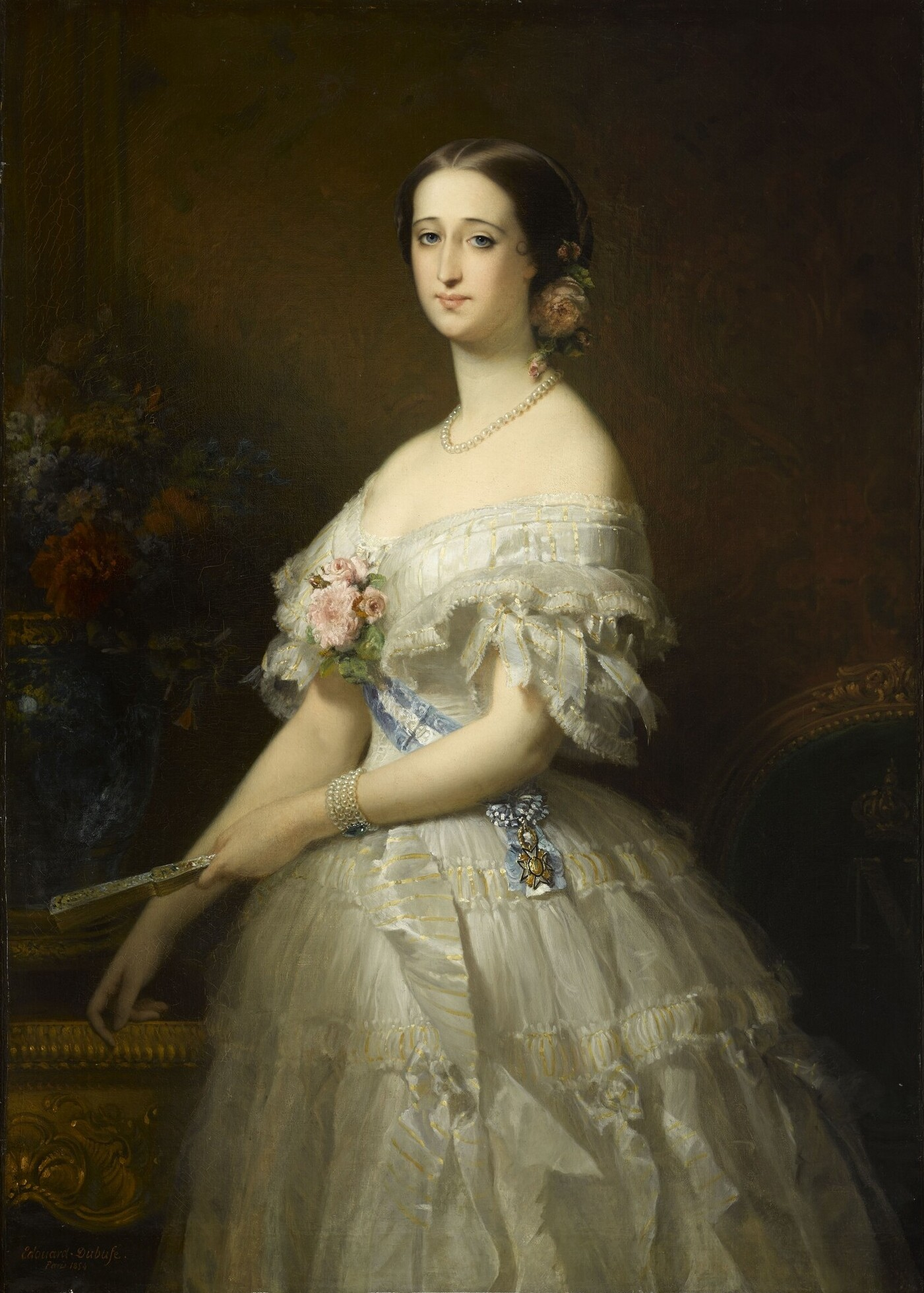
Retrato do ícone da moda dos anos 1850, a Imperatriz Eugénia de Montijo, por Édouard-Louis Dubufe (1854).

### Vestidos
No início da década de 1850, as saias em forma de cúpula da década de 1840 continuaram a se expandir. Saias foram enchidas por meio de anáguas (de profundidade plissados), geralmente em níveis de três, reunidos firmemente na parte superior e endurecidas com tranças de crina na parte inferior, por vezes, poderiam ser usados até sete camadas de anágua por baixo das saias, para atingirem o tamanho volumoso requisitado pelos padrões da época.
No início da década, os corpetes dos vestidos matinais apresentavam painéis sobre os ombros que eram reunidos em uma ponta na cintura ligeiramente caída. Esses corpetes geralmente apertados nas costas por meio de ganchos, mas uma nova moda de corpete (jaqueta) apareceu também nos meados da década, abotoado na frente e usado sobre uma camisa, chamada de "camisa Garibaldi", em homenagem ao revolucionário Giuseppe Garibaldi, usado geralmente com um bolero por cima, apresentando detalhes e adornos e combinando com a daia. Mangas mais largas em forma de sino ou pagoda, como eram chamadas, foram usadas sobre suportes falsos ou engageantes de algodão, enfeitadas com renda, broderie anglaise ou outros tipos de costura. Pequenos colarinhos separados de renda, tatting ou crochê eram usados com vestidos matinais, às vezes com um laço de fita abaixo.
Os vestidos de baile eram de gola muito baixa, ombros caídos e mangas puff curtas, esse estilo de manga abaixo dos ombras era chamada de "gola bertha". As saias e o vestido ao todo também eram mais decorados e adornados. O corpete em trajes noturnos da época possuía uma espécie de acabamento em forma de "V" ou em bico, encurtando um pouco acima da altura natural da cintura.
A introdução da crinolina, como uma gaiola feita de aço em 1856 proporcionou um meio de expandir a saia ainda mais, e os babados desapareceram gradualmente em favor de uma saia que se estendia mais suavemente sobre uma única anágua com aros. As pantaletas eram essenciais sob esta nova moda por causa da modéstia, tornando-se um utensílio obrigatório por mulheres que quisessem ser respeitadas na sociedade.
Os tecidos eram geralmente feitos de linho, e agora mais amplamente disponível de algodão, também podiam ser feitos de materiais como seda ou lã, embora as duas primeiras opções fossem mais comuns e acessíveis para um público geral.

### Agasalhos
Jaquetas parecidas com capas eram usadas sobre as saias largas. Outra vestimenta externa da moda era um xale indiano. Mantos com capuz também foram usados.
Os hábitos de equitação eram jaquetas justas com mangas justas, usadas sobre uma camisa de colarinho. Vestia-se vestidos com saias longas e cartolas masculinas.

### Penteados e chapéus
O cabelo era penteado de maneira simples, repartido ao meio e em um coque ou uma trança enrolada na parte de trás, por vezes levemente ondulado, com os lados estufados sobre as orelhas ou com cachos em cada lado, imitando a moda do início do século XVII .
Um toucado interno tornou-se pouco mais do que uma renda e folho de fita usado na parte de trás da cabeça.

### A reforma do vestido
1851 marcou o nascimento do movimento vitoriano de reforma do vestido, quando a ativista da temperança da Nova Inglaterra, Libby Miller adotou o que considerava um traje mais racional: calças largas franzidas nos tornozelos, encimadas por um vestido curto ou saia com bainha logo abaixo dos joelhos. O estilo foi promovido pela editora Amelia Bloomer e foi imediatamente batizado de terno Bloomer pela imprensa. Apesar de sua praticidade, o traje Bloomer foi considerado muito ridículo na imprensa da época e teve pouco impacto na moda mainstream.

## Moda masculina

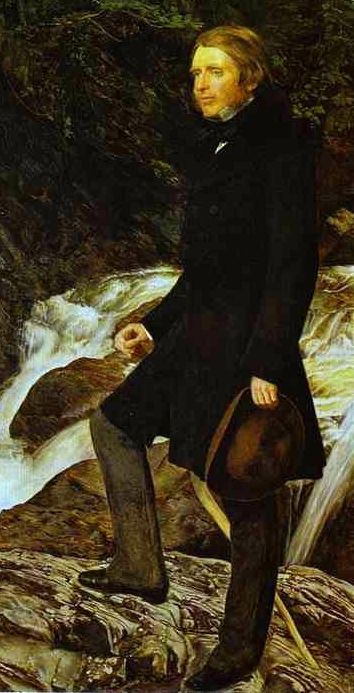
John Ruskin usa uma sobrecasaca escura sobre calças mais leves e sapatos de salto baixo. Ele carrega um chapéu marrom de coroa reta. Detalhe de um retrato de John Everett Millais, c. 1853-54.

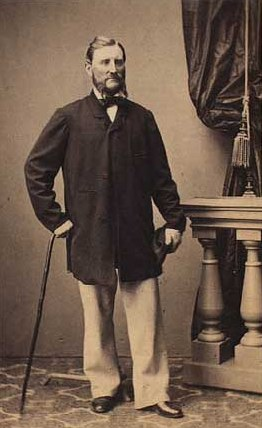
Adam Knuth usa um termo completamente reto e folgado, sua calça se prolonga até a altura dos pés. Ele sustenta-se com uma bengala de madeira refinada. Fotografia por Georg E. Hansen. c. 1856.

### Em geral
Camisas de linho ou algodão apresentavam alta verticalidade ou rotatividade nos colarinhos, tendência de golas e punhos de camisa destacáveis (embora aparecesse pela primeira vez na moda masculina na década de 1820) tornou-se altamente popularizada nesta época período. As gravatas de quatro mãos da moda eram quadradas ou retangulares, dobradas em uma tira estreita e amarradas em um laço, ou dobradas na diagonal e amarradas com um nó com as pontas pontiagudas saindo de formar "asas". Pesados acolchoados e justos sobrecasaca (em francês redingotes), agora geralmente de peito único, eram usados para ocasiões de negócios, sobre coletes com lapelas e golas entalhadas. Os coletes ainda eram cortados na altura da cintura na frente em 1850, mas gradualmente se tornaram mais longos; a moda de usar o botão inferior aberto para facilitar ao sentar conduziu ao colete de bainha pontuda no final do século. Um novo estilo, o casaco de saco, folgado e alcançando o meio da coxa, estava na moda para atividades de lazer; gradualmente substituiria a sobrecasaca ao longo dos próximos quarenta anos e se tornaria o moderno paletó. O fraque ligeiramente recortado era usado em ocasiões formais. As roupas noturnas apresentavam circunstâncias formais, ainda permaneceu um casaco e calças escuras com uma gravata branca; esse traje estava a caminho de se cristalizar na moderna "gravata e cauda branca". Calças compridas foram usadas para o dia. Calças continuaram sendo uma exigência para funções formais na corte britânica (como seriam ao longo do século). Calças continuaram a ser usadas para passeios a cavalo e outras atividades rurais, especialmente na Grã-Bretanha, com botas de cano alto. Trajes compostos por casaco, colete e calças do mesmo tecido foram uma novidade desse período. Começando na década de 1850 e sobrevivendo até cerca do início de 1900 (década), os pelos faciais tornaram-se extremamente populares, apresentando uma vasta gama de estilos. Isso está bem documentado na famosa fotografia da época. 

### Penteados e chapéus
Os penteados eram simples, geralmente partidos ao meio e levemente voltados para trás. Lentamente as costeletas começariam a decair nessa década, com o mustaché tomando seu lugar.
Cartolas altas eram usadas com trajes formais e cresceram no caminho para a verdadeira forma de chaminé, mas uma variedade de outras formas de chapéus eram populares. Chapéus de coroa suave, alguns com abas largas, eram usados para atividades no campo. O chapéu-coco foi inventado em 1850, mas continuou sendo um acessório da classe trabalhadora.